# Kanethos (Sohn des Abas)
Kanethos (altgriechisch Κάνηθος Kánēthos) ist eine Gestalt der griechischen Mythologie.
In der Argonautika des Apollonios von Rhodos war Kanethos ein Sohn des argivischen Königs Abas, der auch über Euböa herrschte. Nach ihm wurde der zur Stadt Chalkis gehörende euböische Berg Kanethos benannt. Sein Sohn Kanthos war einer der Argonauten und stieß aus Euböa zur Besatzung der sagenhaften Argo.